# Skogsolvon
Skogsolvon (Viburnum opulus) är en buske i familjen desmeknoppsväxter.

## Beskrivning

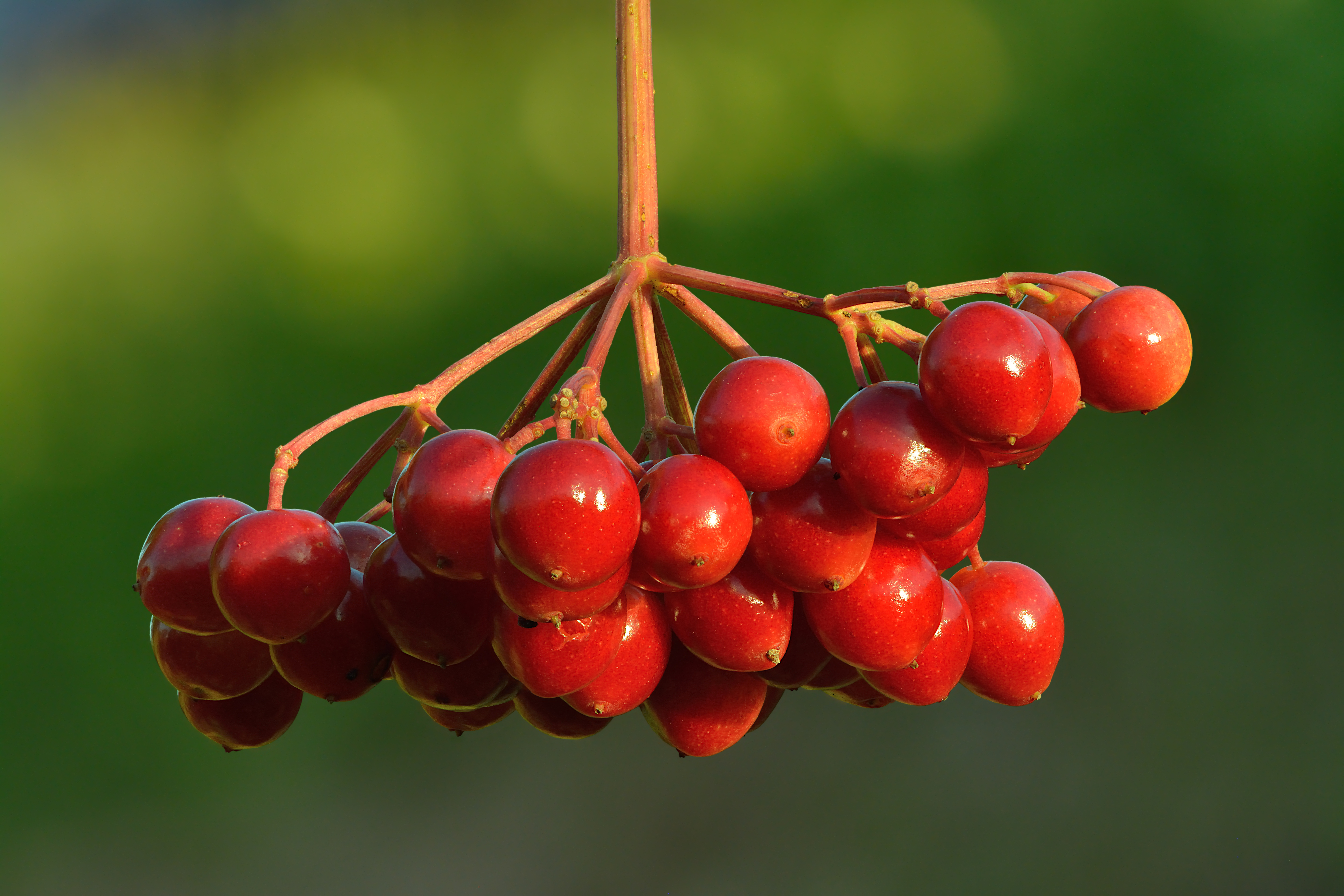
Frukter

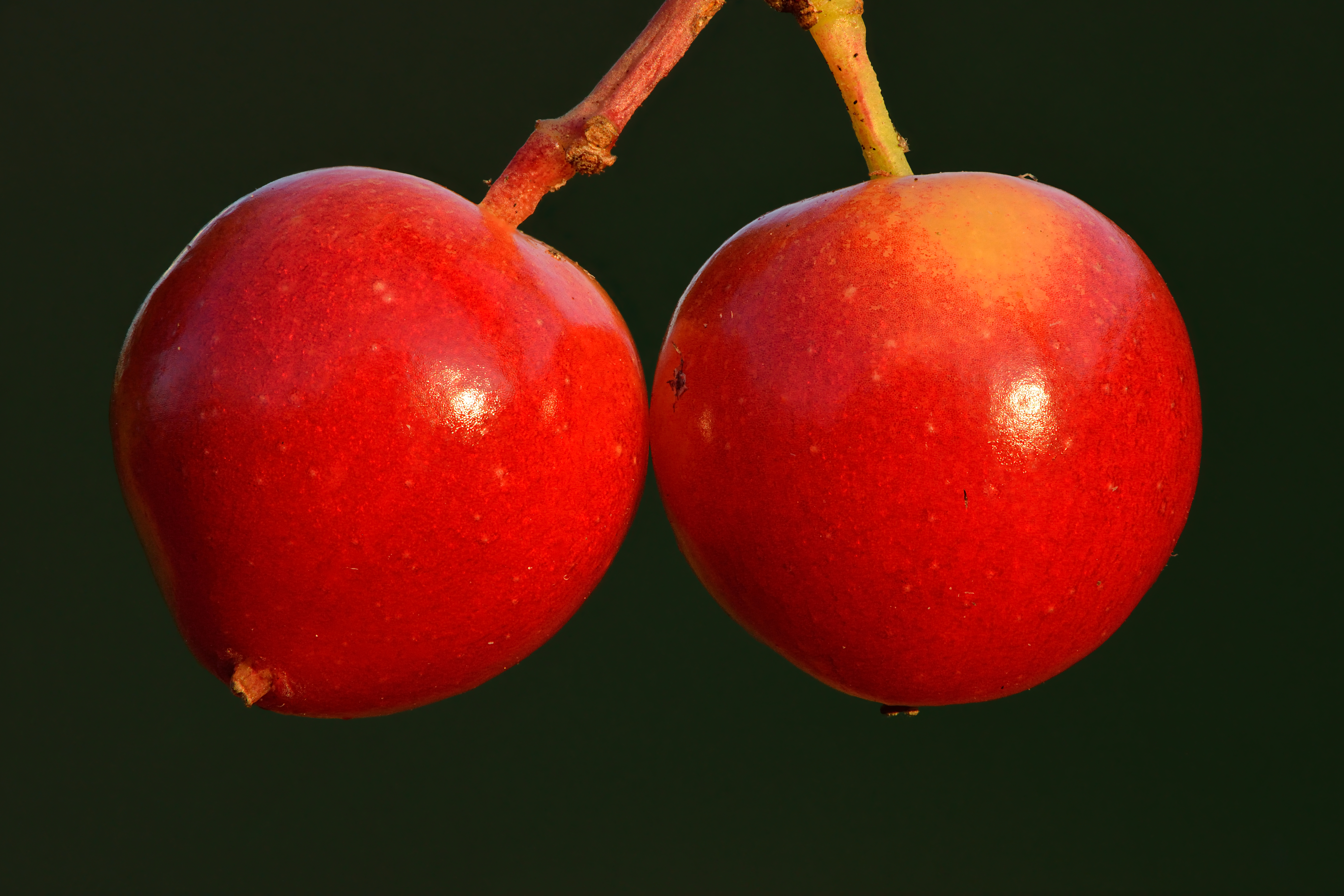
Frukter

Busken når sällan mer än en höjd av 5 meter. De stora platta blomställningarna kontrasterar mot det kraftigt gröna lövverket. Bladen är handflikiga, och har, för att kunna fungera trots att de är så breda, flera huvudnerver. Bladskaftet har 2 smala stipler nedtill, och upptill 1 eller 2 par gröna, skållika honungskörtlar (nektarier). De kallas "extraflorala" för att nektarierna sitter på vegetativa delar. Eftersom de inte har någon betydelse för insektsbesök i blommorna eller pollineringen har man kallat dem extranuptiala. I många fall är det dock uppenbart att nektarierna besöks av myror, som i gengäld jagar bort uppkrypande skadedjur (insektslarver) från växtens övre, spädare delar, särskilt från blommorna. 
Blomställningen innehåller två slags blommor: de mittersta är små, gulvita och tvåkönade. De yttersta däremot är stora och rent vita, men har inga fertila delar och är alltså könlösa. Kantblommorna har till uppgift att vägleda insekter till blomställningen, där mittblommorna är de verkliga blommorna med nektar, ståndare och pistill. 
Frukten är en stenfrukt med klarröd färg. Den hänger kvar hela vintern. Fruktköttet smakar obehagligt, men förbättras efter frost. Bilden visar även en fruktsten, det vill säga fruktväggens inre, trähårda lager närmast omkring fröet, och ett längdsnitt av fröets delar: en stor frövita (näringsförrådet), och i dess ena ände ett mycket litet växtanlag (även kallat grodd eller embryo). 
En trädgårds- eller kulturform av denna art är snöbollsbusken (Viburnum opulus 'Roseum' syn sterile), utmärkt av klotrunda, helvita blomställningar som uppkommer genom att alla blommor är av det könlösa slaget. Denna växt är således steril (ofruktsam). Blomningen hos den odlade varianten varar längre än på den vilda, ursprungliga växten. Förökning av den sterila varianten sker genom sticklingar och rotutskott.

## Habitat
Förekommer naturligt i Europa, norra och västra Asien, norra Nordamerika. I bergstrakter når arten 1300 meter över havet.
Artens utbredning går över nästan hela Europa. Saknas nästan helt i Spanien och Portugal.
- I Norge längs kusten till den nordligaste delen
- I Sverige från Skåne till sydligaste delen av Lappland
- Öster om Bottniska viken sänker sig nordgränsen hastigt mot söder.

## Biotop
Skogsolvon hör hemma på skogsängar och i skogsbryn.

## Giftighet

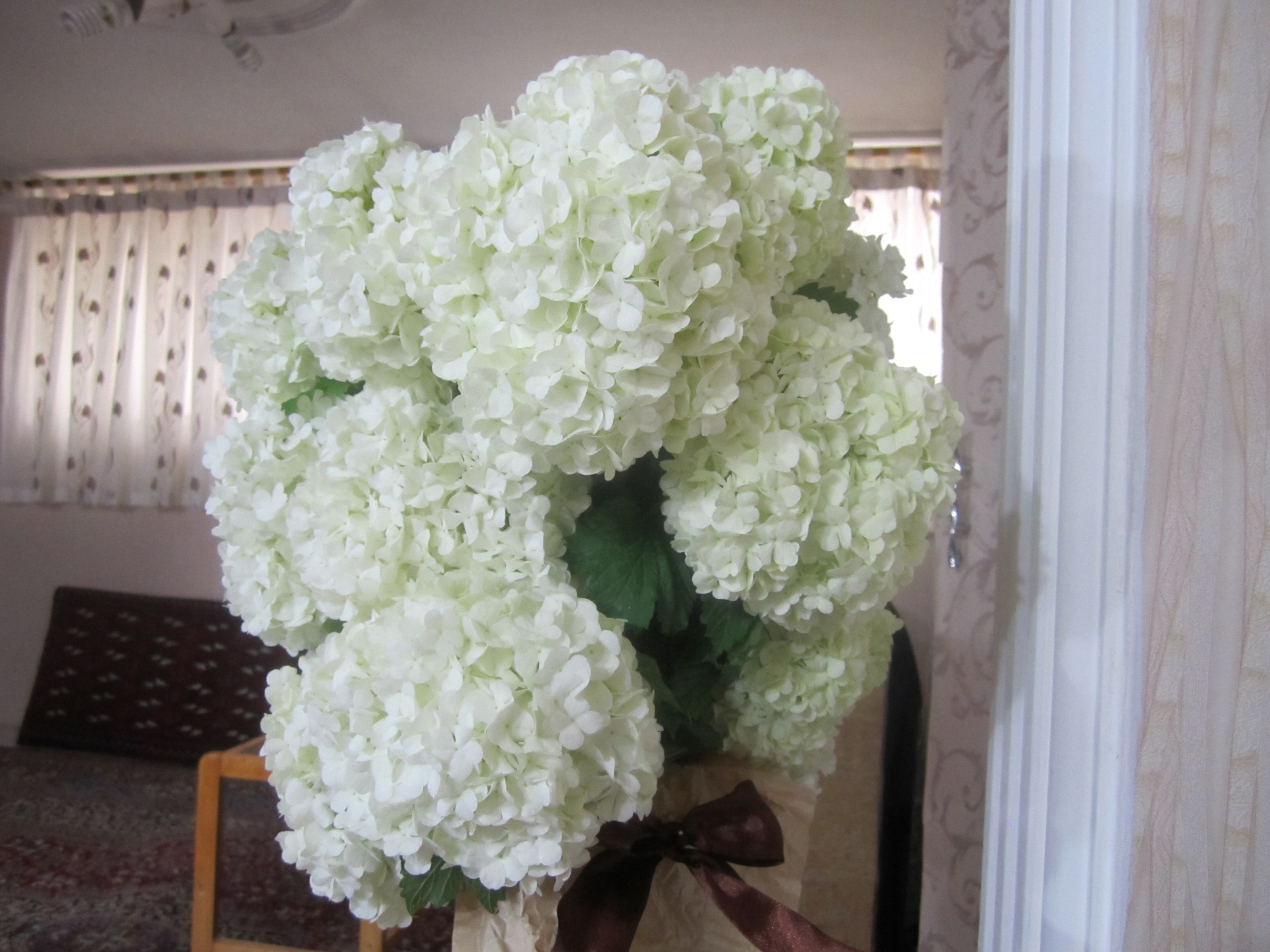
Snöbollsbuske (V. opulus 'roseum')

Bäret uppges ibland i litteraturen som giftigt. Icke desto mindre används det, liksom barken, i naturläkekonsten.
Enligt Giftinformationscentralen kan förtäring av mer än 10 à 15 bär ge magbesvär, men svåra komplikationer är ovanliga. Giftverkan beror bland annat på bärens innehåll av garvämnen.
Enligt Wigander (1976) däremot, kan svåra förgiftningar vara dödliga.

## Olvon i kulturen
Olvon nämns i sången Visa vid midsommartid.
I ukrainsk folkkultur går olvonet (kalyna, калина) och dess röda bär (snarare än de vita blommorna) tillbaka till förkristna myter, används som motiv i folkligt broderi, och besjungs i många sånger, som Ett rött olvon vid ängen (Oj u luzi tjervona kalyna). Det är också temat i ryska sången Kalinka.

## Hantverk
Träet i grenarna är dels tämligen hårt, dels lättkluvet. Det har gjort att i gamla tider skomakare använde olvonträ för tillverkning av pligg. En hemslöjdtillämpning är pinnar i vävskedar.

## Bygdemål
| Namn                         | Trakt                  | Referens | Anteckning                                                               |
| ---------------------------- | ---------------------- | -------- | ------------------------------------------------------------------------ |
|                              |                        |          |                                                                          |
| Benved                       | Småland                | [ 4 ]    | I riksspråket menas med benved Euonymus europaeus.                       |
| Fågelbär                     | Lappland, Uppland.     | [ 5 ]    | I riksspråket menas med fågelbär Prunus avium, sötkörsbär                |
| Hållsbär                     | Östergötland, Dalsland | [ 6 ]    |                                                                          |
| Krossved                     | Norge                  |          |                                                                          |
| Kvalkved                     | Danmark                |          |                                                                          |
| Kålkon                       | Gotland                | [ 7 ]    |                                                                          |
| Olgon                        |                        |          |                                                                          |
| Snöbollsbuske (var. sterile) |                        |          | Ska ej förväxlas med snöbär, Symphoricarpus albus, även kallade smällbär |
| Ugglerönn                    | Blekinge               |          |                                                                          |
| Ulvtry                       |                        |          |                                                                          |

## Vetenskapliga synonymer
Opulus glandulosus Moench
Opulus lobatofolia Gilib. nom. illeg.
Opulus palustris Gray nom. illeg.
Opulus rosea Schur
Opulus vulgaris Borkh. nom. illeg.
Viburnum glandulosum Salisb. nom. illeg.
Viburnum lobatum Lam. nom. illeg.
Viburnum opulus var. sterile DC. = Roseum

## Bevarandestatus
För beståndet är inga hot kända. IUCN listar arten som livskraftig (LC).

## Bilder

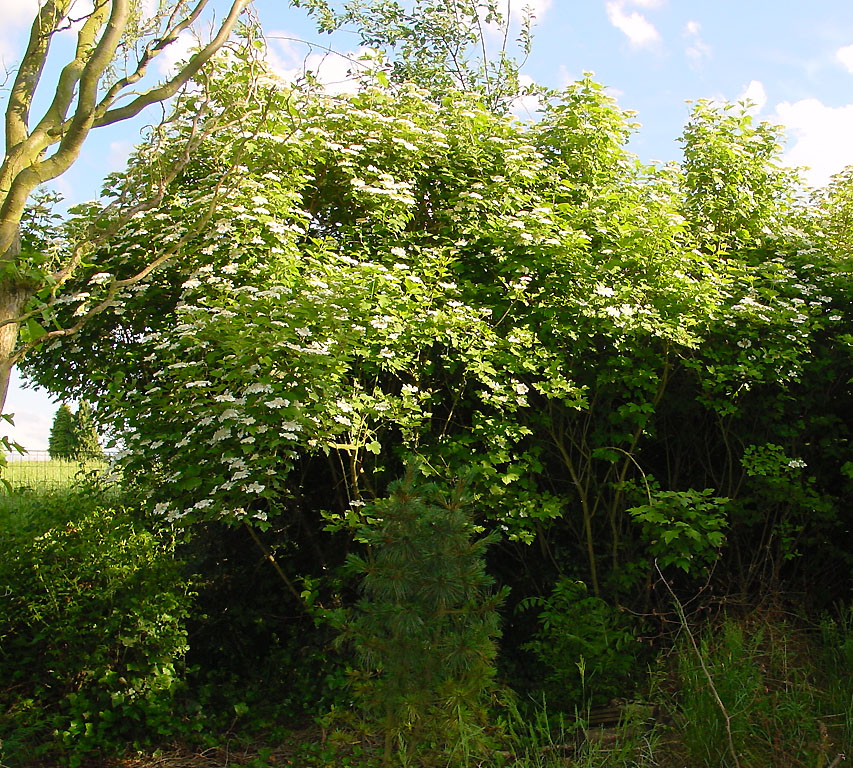
Stor, risig buske.
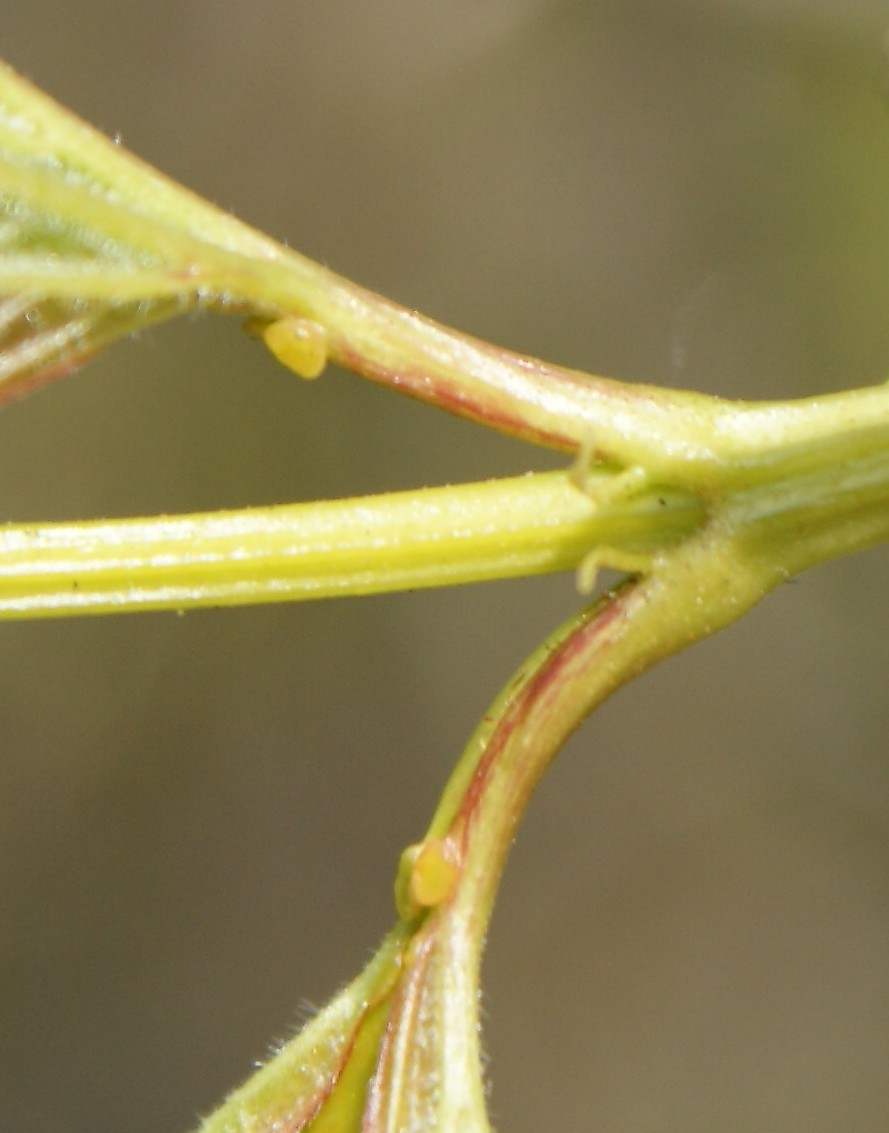
Nektarier.
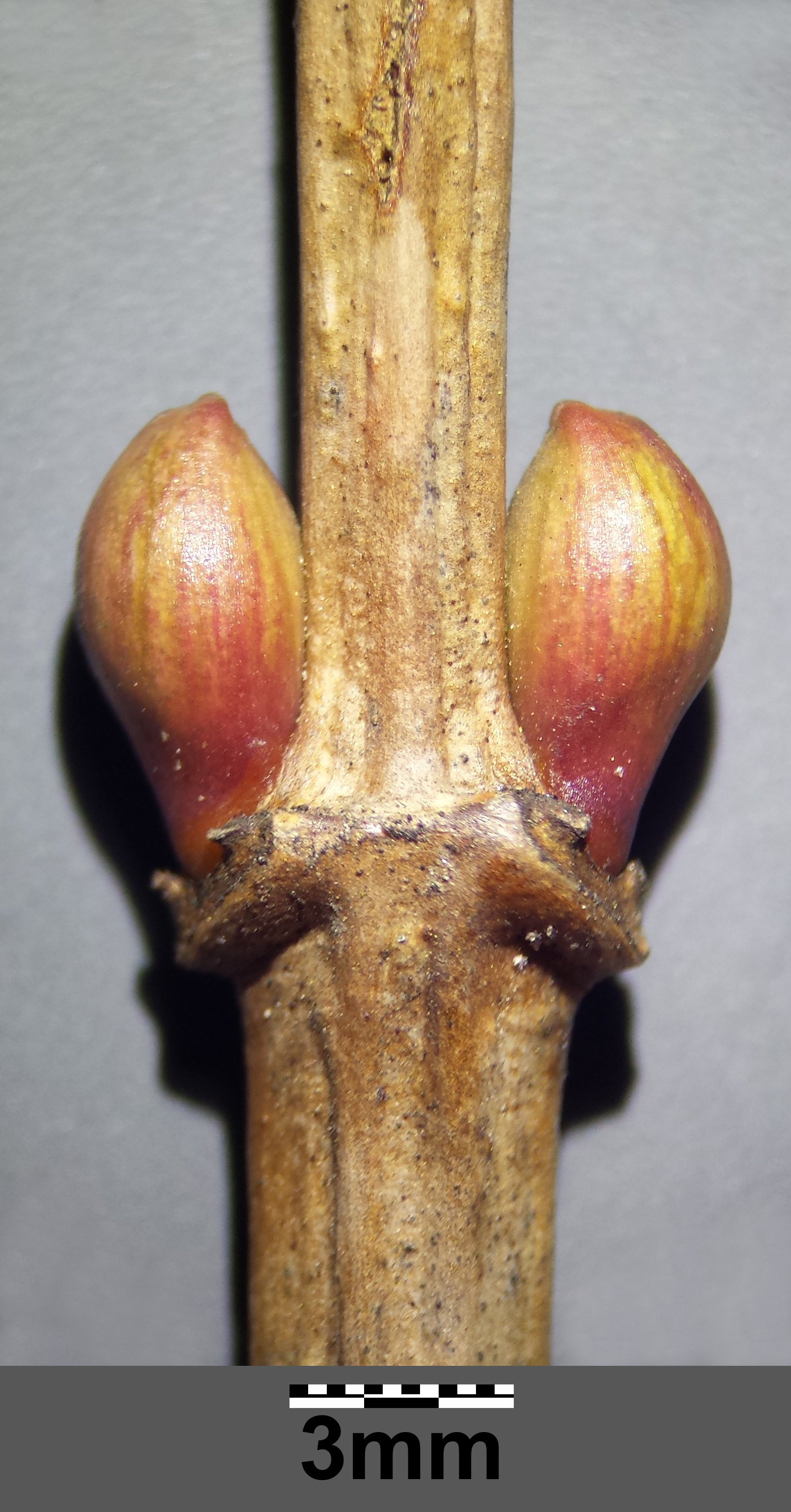
Vinterknoppar.
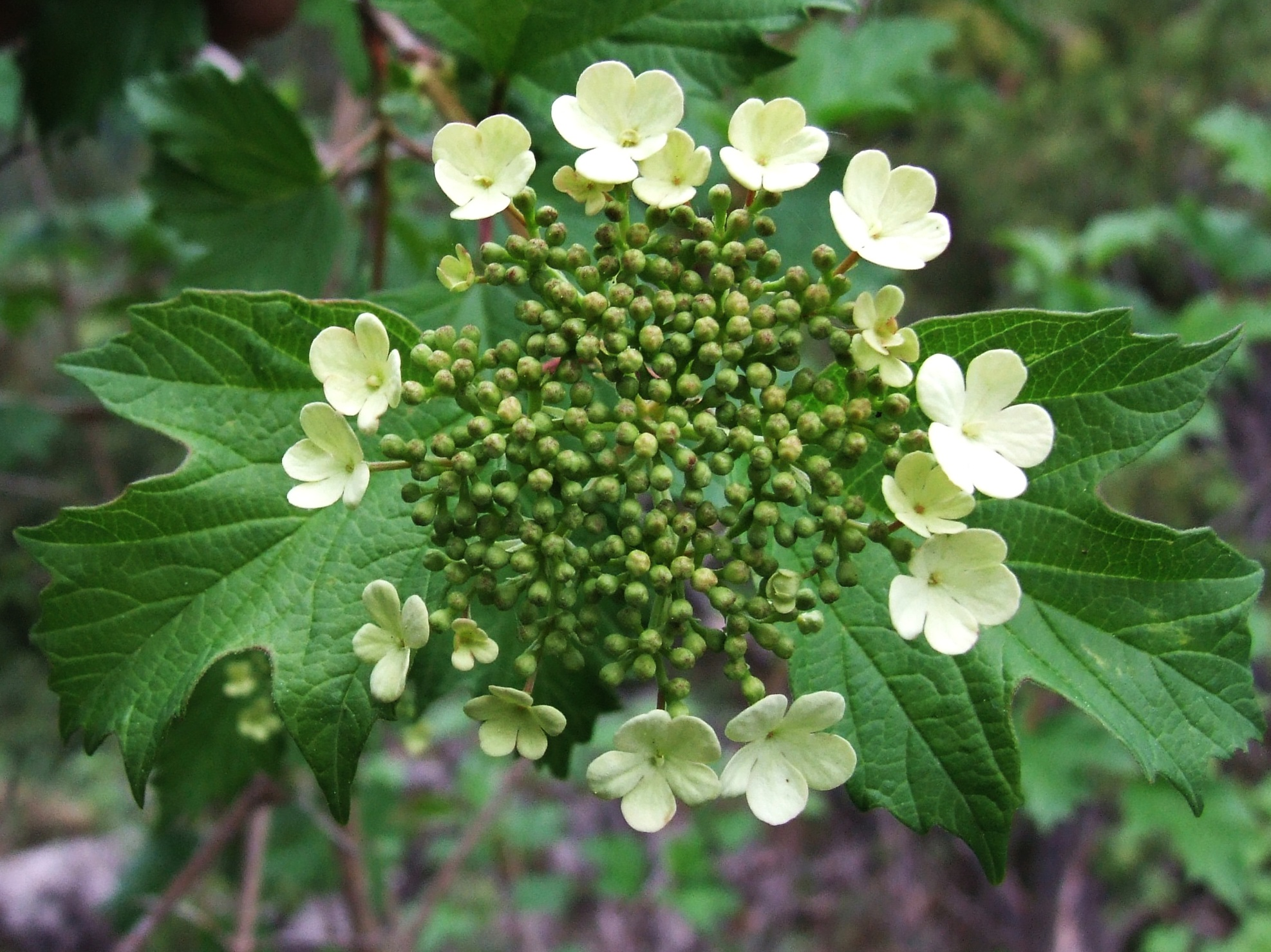
Gytter av fertila blommor i mitten, omgivna av stora infertila kantblommor.
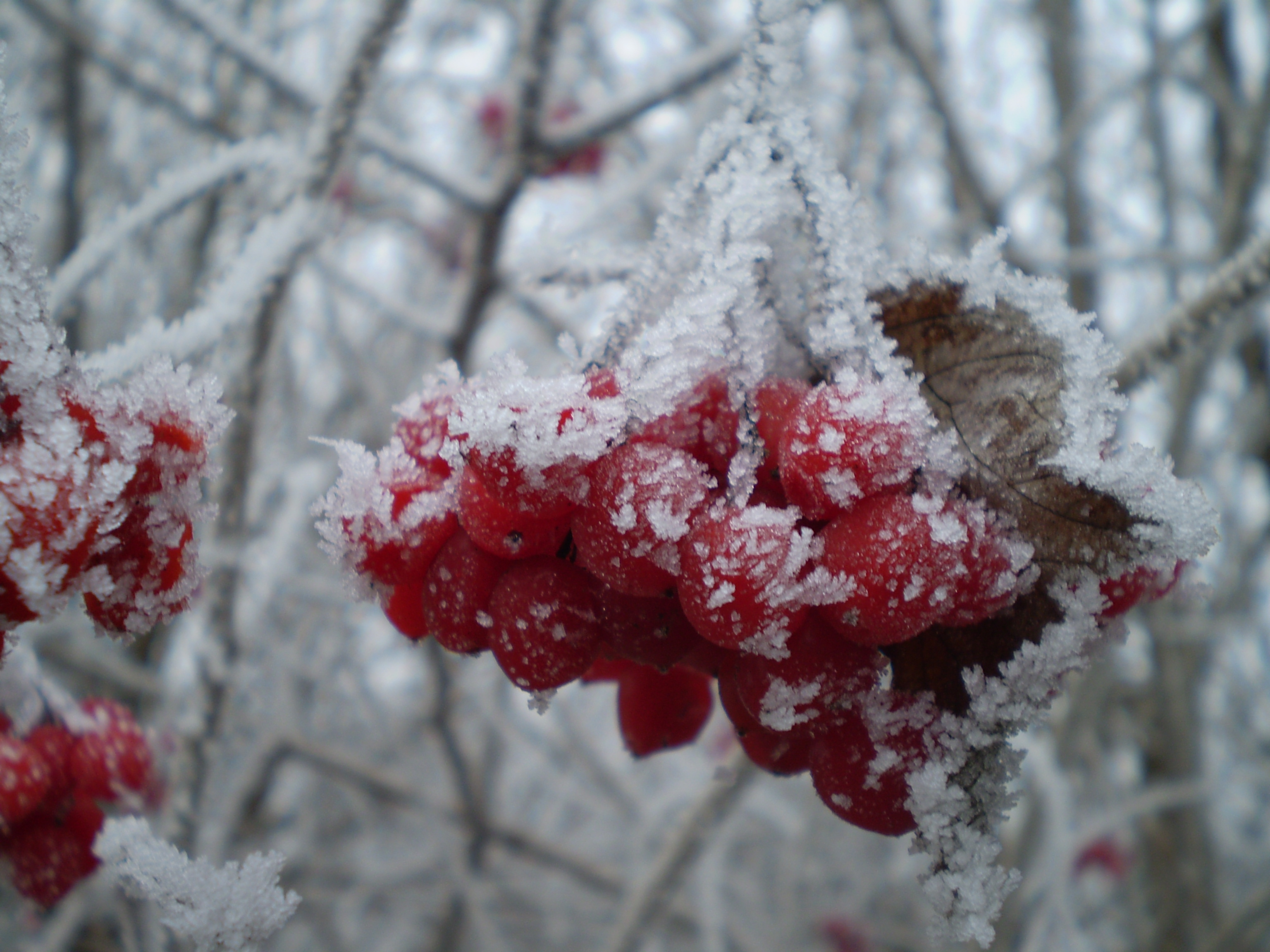
Övervintrande frukter.